# Moșe
Moșe se poate referi la:
- Moșe Cordovero
- Moșe David Iancovici
- Moșe Șaret
- Moșe Kațav
- Moșe Iaalon